# 威諾納 (密歇根州)
威諾納（英語：Winona）是位於美國密歇根州霍頓縣埃爾姆里弗鎮區的一個非建制地區。

## 地理
威諾納所處的海拔為高於海平面389米（即1276英呎），而該地所採用的時區為UTC-5，即北美东部時區（EST）。同時該地設有夏令時間，為UTC-5調快一小時，即UTC-4（EDT）。